# Marinus Delhez
Marinus Antonius Delhez (Steenbergen, 7 april 1902 – Sachsenhausen, 16 of 18 september 1944) was een Nederlandse verzetsstrijder tijdens de Tweede Wereldoorlog.

## Leven
Marinus Delhez werd geboren in Steenbergen waar hij onderwijzer was aan de parochieschool van de St. Gummarusparochie, en was gehuwd met Maria Catherina Antonia Meesters. Tijdens de oorlog ging Delhez, net als zijn broer Cornelis Delhez, in het verzet en werd hij de commandant van de Ordedienst.
Delhez werd op 23 juli 1943 gearresteerd en kwam in de gevangenis van Scheveningen (Oranjehotel) terecht, waar hij tot 8 augustus van dat jaar zou blijven. Hierna werd hij overgeplaatst naar kamp Haaren, kamp Vught en ten slotte het concentratiekamp Sachsenhausen waar hij op 18 september 1944 overleed.

## Eerbetoon
- Zijn naam staat vermeld op de Erelijst van Gevallenen 1940-1945.[1]
- Zijn naam staat vermeld op het Digitaal Namenmonument Oranjehotel.[2]
- In Steenbergen-Noord is een straat naar Marinus en zijn broer Cornelis vernoemd, Gebroeders Delhezstraat.